# Nicholas Bett (długodystansowiec)
Nicholas Bett (ur. 20 grudnia 1996) – kenijski lekkoatleta specjalizujący się w biegach długich.
W 2013 został wicemistrzem świata juniorów młodszych w biegu na 2000 metrów z przeszkodami.
Rekordy życiowe: bieg na 3000 metrów z przeszkodami – 8:10,07 (25 sierpnia 2015, Lozanna); bieg na 2000 metrów z przeszkodami – 5:20,92 (12 lipca 2013, Donieck).  

## Osiągnięcia
| Rok  | Impreza                               | Miejsce | Konkurencja                   | Pozycja    | Wynik   |
| ---- | ------------------------------------- | ------- | ----------------------------- | ---------- | ------- |
| 2013 | Mistrzostwa świata juniorów młodszych | Donieck | bieg na 2000 m z przeszkodami | 2. miejsce | 5:20,92 |